# ポレポレ苑
ポレポレ苑（ポレポレむら）とは社会福祉法人恒和永千会が運営していた、知的障害者更生施設。ポレポレとはスワヒリ語で「ゆっくり」という意味にちなみ、知的障害者があわただしい現代を「ゆっくり」生活できるようにという願いをこめて名付けられた。
2010年4月より、知的障害者更生施設ポレポレ苑としては、事業を一旦廃止し、「障害者支援施設ぽれぽれ」と事業及び名称を変更している。

## 施設長
- 川野治朗（2003年4月 - 2004年8月）
- 山本雅司（2004年8月 - 2008年12月）
- 川野治朗（2008年12月 - 2010年3月）

## 開所日
2003年4月1日

## 事業廃止日
2010年3月31日

## 所在していた場所
- 岡山県和気郡和気町小坂1273-7（本場・法人本部・短期入所）
- 岡山県岡山市北区表町3-5-16（表町分場）

## 施設規模
- 敷地：4045.94m2
- 建物：鉄筋コンクリート造　陸屋根3階建　1544.07m2

## 事業内容
知的障害者福祉法第21条6に基づく知的障害者更生施設。
現在では、障害者自立支援法により旧法支援施設とされている。
乗馬療育（ホースセラピー）を支援の中心として行っていた。
また、岡山市表町商店街の特定非営利活動法人表町おかみさん会らとともに、「共生」や法人の「人は人として人らしく」という理念に基づき、障害の有無に関わらず、街づくりのボランティア活動等を積極的に行っていた。

## 周辺施設
- 岡山県立自然保護センター
- 赤坂ワイナリー
- ドイツの森
- 佐伯ファミリーパーク